# Pidonia miwai
Pidonia miwai är en skalbaggsart som först beskrevs av Masaki Matsushita 1933.  Pidonia miwai ingår i släktet Pidonia och familjen långhorningar. Inga underarter finns listade i Catalogue of Life.